# Johannes Jakobus Bouget
Johannes Jakobus Bouget (* 1. November 1762 in Odenkirchen; † 18. November 1810 in Paris) war Jurist, Diplomat, deutscher Politiker und Abgeordneter.

## Familie und Herkunft
Er wurde als Sohn des Kurkölnischen Hofkammerrats und Vogts zu Odenkirchen Klemens August Bernhard v. Bouget und seiner Ehegattin Anna Katharina Lindemann auf der Burg zu Odenkirchen geboren. Seine Schwester Josefina Constantia heiratete am 16. März 1800 den öffentlichen Ankläger des Département de la Roer Anton Keil.
Seine Taufpaten sind seine Großeltern mütterlicherseits, Johannes Jakob Lindemann und Anna Johanna Mechtildis Call, sowie sein Großvater, der Kurkölnische Hofkammerrat und Rentmeister der Deutschordens-Komturei S. Gilles zu Aachen, Heinrich Franz Bouget für den Kurkölnischen Fürstbischof Clemens August I. von Bayern, was im Kirchenbuch wie folgt zu lesen ist: "Nobilij Domus Joannes Jacobus Lindemann & praenobilij Domina Anna Joanna Mechjtildis Adriana Call vidua praenobilij Domini Henri Francisci Bouget (für Clemens August de Bavaria)".

## Lebenslauf
Während sein Vater neben dem Amt des Vogtes noch Pächter des Hauses Zoppenbroich war und die erste Seiden- und Samtfabrik zu Odenkirchen gründete, besuchte Bouget das Montanergymnasium zu Köln.
Von 1782 bis 1784 studierte er Römisches und Provinzialrecht in Köln und Bonn. Ein Studium der Philosophie und des Öffentlichen Rechtes absolvierte er in Göttingen und schrieb schließlich im Jahre 1783 in Bonn eine Dissertation über ein lehnsrechtliches Thema mit regionalem Bezug: „Dissertatio juris feudalis suum filius feudum a patre alienatum revocare possit. Cum annexo responso in causa feudali praetense revocatoria circa castrum et subdynastiam Juliacensem Burgam feudalis camerae Heinsbergensis feudum.“
Nach Abschluss seines Jura-Studiums mit dem Doktor-Titel war Johannes Jakobus Bouget zunächst an der Kaiserlichen Kammer zu Wetzlar tätig und wurde später beim Reichsrat zu Wien für die Angelegenheiten des Deutschen Staates eingesetzt. Nach dem Tod seines Vaters unterstützte er im Jahre 1784 seine Mutter Anna Katharina Lindemann im Amt der Kellnerin zu Odenkirchen sowie bei Leitung und Ausbau der von seinem Vater gegründeten Textilfabrik.
Bereits 1785 wurde Bouget in die Kurfürstliche Regierung zu Bonn berufen und war ebenfalls Mitglied der Höheren Rechtsprechung. 1789 wurde er Kurkölnischer Hofrat und war bis zum Jahre 1794 als Staatsreferendar mit der Aufgabe betraut, die Korrespondenz mit den anderen Deutschen Staaten zur Wahrung der Interessen des Kurstaates Köln zu führen. In der "Festschrift zu der Feier des hundertjährigen Bestehens der "Lese- und Erholungsgesellschaft" zu Bonn wird er im Jahre 1790 als Mitglied geführt. Im Jahre 1793 wird er ebenfalls unter den Wirklichen Geheimen Räten des Hofrats genannt.
Bouget wurde am 21. Dezember 1794 Mitglied des Direktoriums der Bonner Bezirksverwaltung, zuständig für den Kanton Andernach, und wurde im Oktober 1795 zum Mitglied der Zentralverwaltung zu Aachen berufen. Mit seinem Schwager Bernhard Franz Josef von Gerolt nahm Bouget am 22. September 1797 am Cisrhenanischen Umzug teil und leistete 1797 als Mitglied der Rheinischen Delegation nach Paris den Treueid an die Französische Republik.
1798 trat Bouget als Verwaltungsmitglied der Verwaltung des Roerdepartements zu Aachen an und wurde im Winter 1799/1800 Präsident der Departementsverwaltung. Schließlich wurde er im August 1804 Unterpräfekt des Arrondissement de Crévelt (Distrikt Krefeld) und Abgeordneter des Gesetzgebenden Körpers des Roerdepartements. Im Mai 1810 wurde sein politisches Mandat als Deputierter wiederholt bestätigt.
Bouget gehörte dem Illuminatenorden an und war Freimaurer.